# Domek loretański w Gołębiu

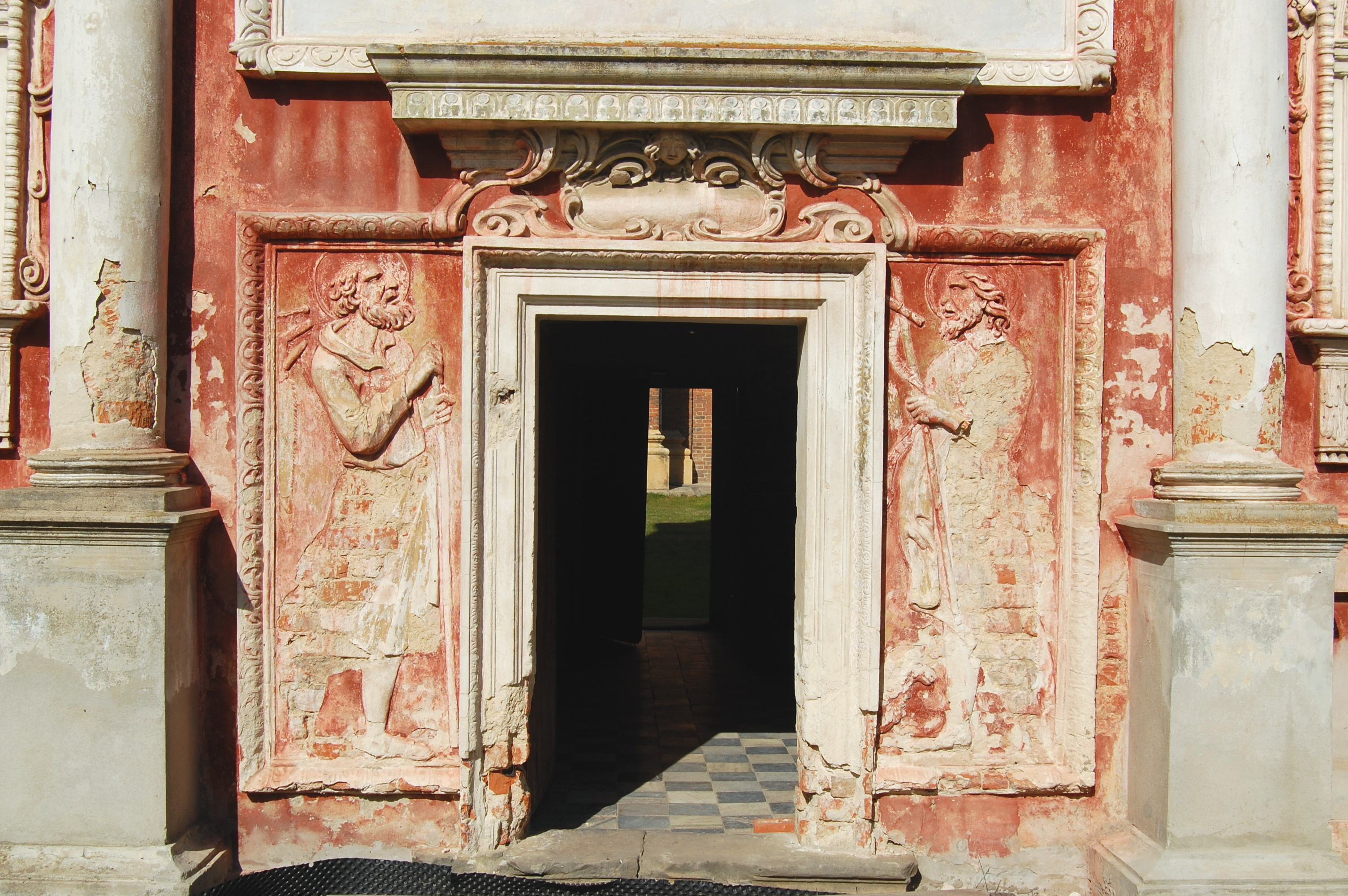
Płaskorzeźby w portalu

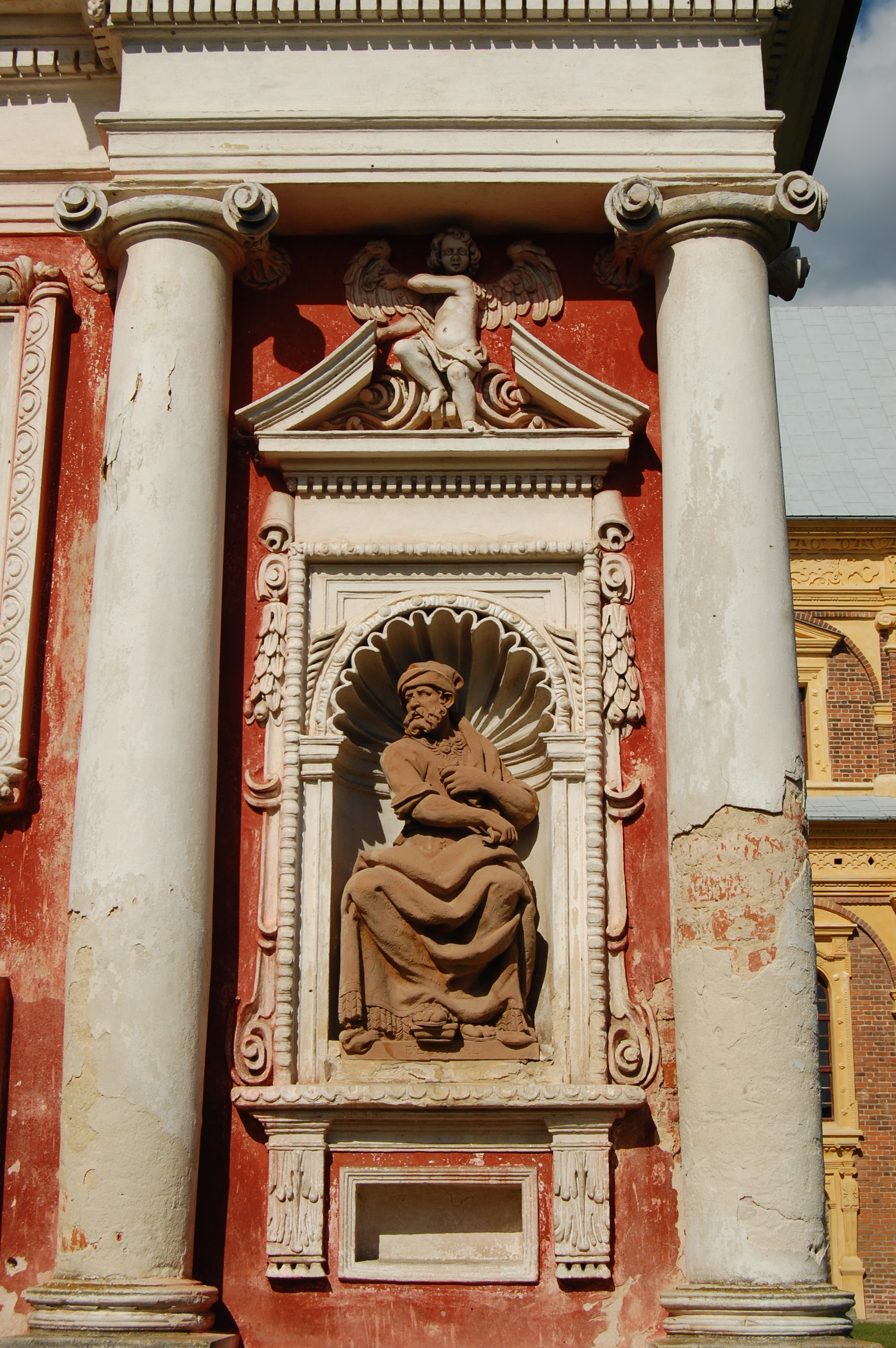
Rzeźba Ezechiela w południowej ścianie budynku

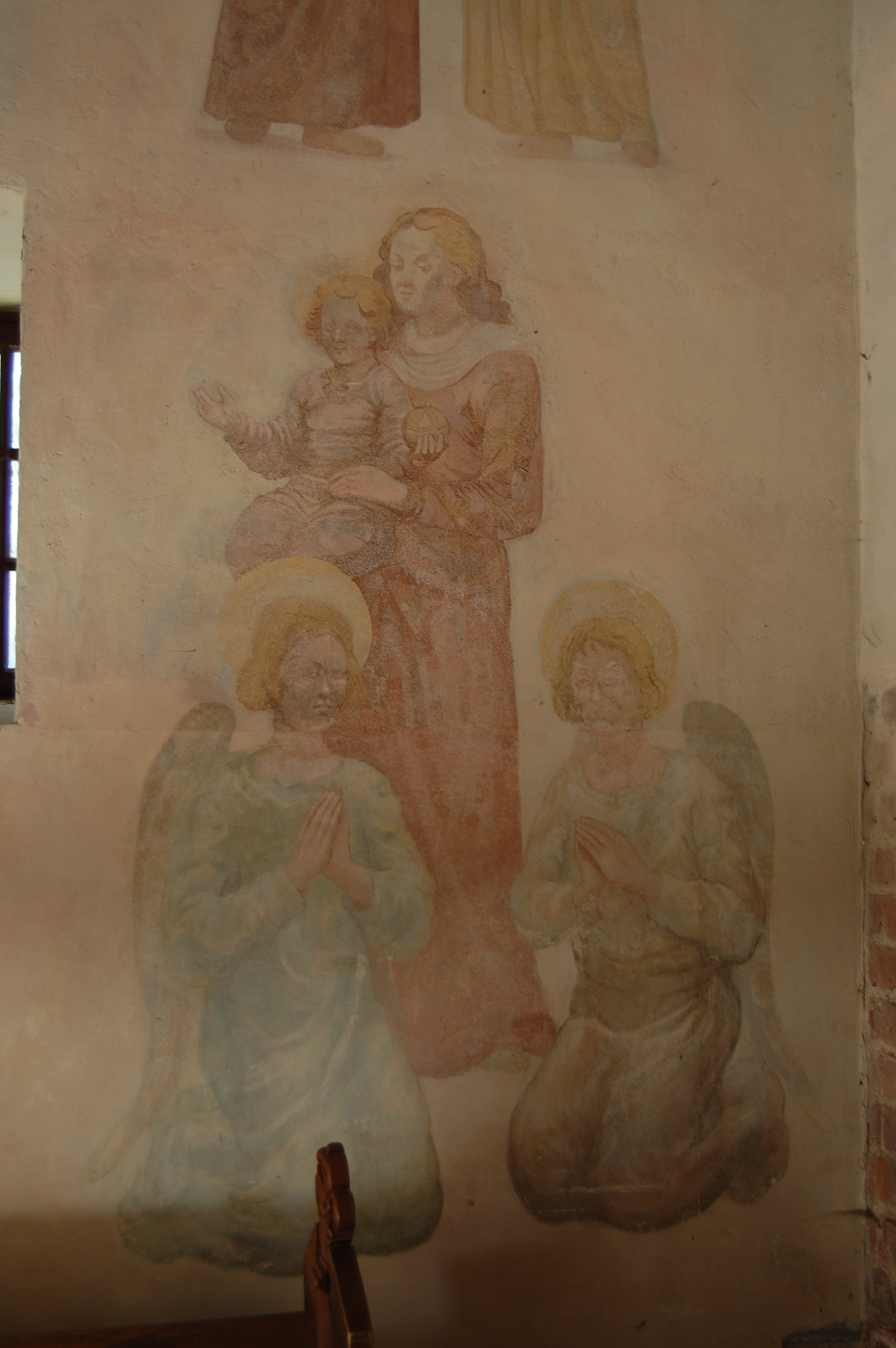
Fresk wewnątrz budynku

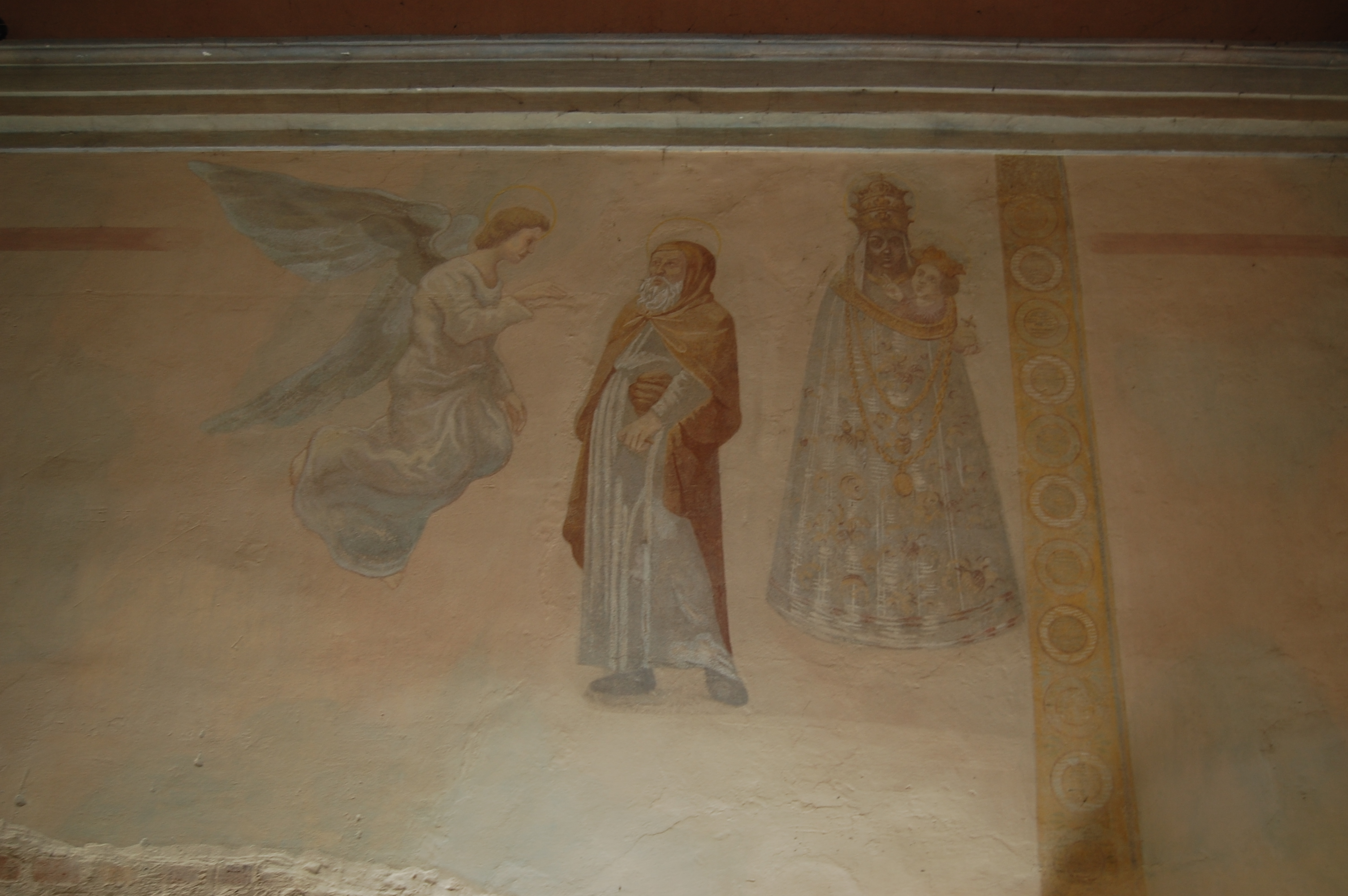
Fresk wewnątrz budynku

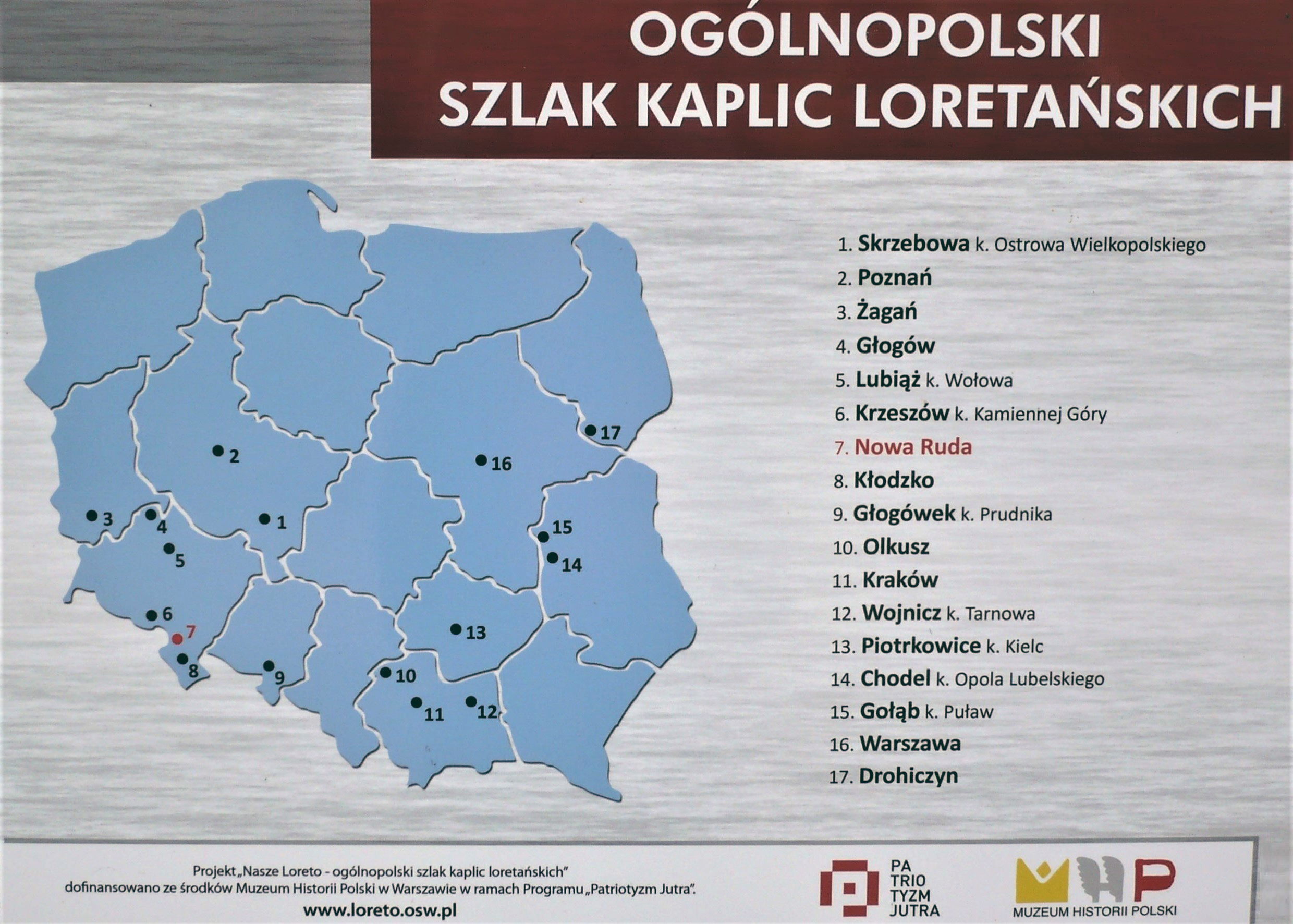
Ogólnopolski szlak kaplic loretańskich – tablica

Domek loretański w Gołębiu – domek loretański znajdujący się w województwie lubelskim, w powiecie puławskim, w Gołębiu.
Zbudowany w latach 1634-38; konsekrowany został 12 września 1638 r. przez bp. Tomasza Oborskiego. Jako fundatorzy wymienieni są: ks. Szymon Grzybowski, proboszcz w latach (1616-36), wspierany finansowo przez parafian. Największą pomoc ofiarował słynący z pobożności kanclerz Jerzy Ossoliński, który miał ślubować wystawienie Domku Loretańskiego Matce Bożej w Gołębiu.
Grzybowskiemu nie udało się przed śmiercią dokończyć jedynie dekoracji domku, więc swojemu następcy Leżyńskiemu pozostawił faktycznie tylko prace wykończeniowe, o czym świadczy konsekracja kościoła, która odbyła się już w dwa lata po śmierci plebana. Ossoliński przywiózł dla Domku Loretańskiego z Italii figurę Matki Boskiej ubieraną w dwie sukienki podarowane przez Izabellę Ossolińską. Grzybowski podróżował do Italii, odbył m.in. pielgrzymkę do Loreto i najpewniej wraz z Ossolińskim zadbał o dokładne pomiary i opis Santa Casa w Loreto.
Powstałe w Polsce domki loretańskie są trwałymi pomnikami popularności Kultu Matki Boskiej Loretańskiej, uprawianego w czasach kontrreformacji i epoce potrydenckiej.

## Usytuowanie i wygląd budowli
Domek stoi blisko południowego muru okalającego cmentarz, a równolegle do osi kościoła pod wezwaniem św. Katarzyny i św. Floriana. Wybudowany jest na planie prostokąta. Bryła o kształcie prostopadłościanu ma 2 kondygnacje, w dolnej zastosowano podziały ryzalitowo-kolumnowe, a w górnej ryzalitowo-edikulowe.
Domek ma konstrukcję o podwójnych murach. Zewnętrzna ozdobna obudowa kamienno-ceglana i tynkowana, kryje w sobie wewnętrzne proste mury otynkowane od wewnątrz, nakryte sklepieniem kolebkowym właściwego Domku św. Rodziny. Wnętrze oświetla owalny otwór w sklepieniu i małe zakratowane okienko w ścianie zachodniej symbolizujące to, przez które miał wejść anioł zwiastujący Marii poczęcie Chrystusa.

### Elewacje
Elewacje opracowane są parami identycznie i tworzą jednolitą całość związaną ryzalitowymi narożnikami oraz ciągłymi podziałami poziomymi belkowania i gzymsów. W dolnej kondygnacji w ryzalitach między jońskimi kolumnami w niszach umieszczone są rzeźby proroków. Poziome wnęki między ryzalitami były wypełnione malowidłami przedstawiającymi sceny z historii narodzenia Chrystusa.
Mur attyki zasłania dach pogrążony. W jego załamaniu znajduje się lukarna w kształcie prostokątnej oszklonej wieżyczki, która doprowadza światło do wnętrza. Niegdyś była zwieńczona małą kopułą z latarnią. Pod domkiem jest sklepiona krypta z wejściem zewnętrznym pod ścianą zachodnią.

### Portale
Portale ujęte są płaskorzeźbionymi postaciami 4 ewangelistów oraz św. Józefa, Jana Chrzciciela, Piotra i Pawła. Do części przeznaczonej dla wiernych prowadzą dwa portale, trzeci do części sanktuarium czwarty do obejścia między murami. Drzwi odznaczały się kunsztowną snycerką niestety tylko jedne zachowały się w całości.

### Dekoracja rzeźbiarska
Ceramiczne rzeźby w niszach przedstawiają proroków, a ich kształty są italianizujące. Z dziesięciu figur zachowało się tylko sześć. Trzy przedstawiają Noego, Aarona, Izajasza i zdobią one elewację północną domku. Rzeźby Ezechiela i Mojżesza – południową. Szóstego proroka w prawej niszy elewacji wschodniej nie zidentyfikowano.
Rzeźbiarz nadał swoim pracom zindywidualizowane twarze, pozy swobodne lecz wyszukane, dbając o szczegóły. Niemal wszystkie rzeźby można uznać za warianty posągu Mojżesza z grobowca Juliusza II, najbliższe są mu posągi Mojżesza, Noego i niezidentyfikowanego proroka. Podobieństwo opiera się na tym samym układzie ciała, ukazania ruchu głowy i rąk. Można powiedzieć, że dotarły do Gołębia echa sztuki Michała Anioła, choć prymityzowane i przetworzone.

### Dekoracja ornamentalna
Zerwano z klasycznymi motywami dekoracyjnymi. Zrezygnowano z kanelowanych kolumn, liści akantu, girland z owoców, meandrów, kimationów, astragalu. Wprowadzono jońskie kolumny, przerwane frontony i ornament małżowinowo-chrząstkowy. Odmiennie opracowano portale, obok których umieszczono płaskorzeźbione w zaprawie postacie, nisze na rzeźby i wielkie prostokątne płyciny nad portalami pokryte były niegdyś malowidłami. Inaczej też ozdobiono koronę attyki, umieszczając maszkarony w przerwanych frontonikach wieńczących ryzality.

## Wnętrze domku
Domek wewnętrzny dzieli w poprzek drewniana krata na dwie części: wschodnią sanktuaryjną z kominkiem przy ścianie wschodniej (gdzie Maria zazwyczaj się modliła). W niszy nad kominkiem niegdyś znajdowała się figura Matki Boskiej Loretańskiej.
Drugą część domku stanowi pomieszczenie dla wiernych gdzie przed kratą stoi murowana mensa ołtarzowa, a w tyle chór muzyczny. Na ścianach rozwieszone były obrazy, a na kracie znajdowały się liczne wota. Ważny element wystroju, ze względu na wartość artystyczną, historyczną jak i bogatą treść stanowią polichromie ścienne wnętrza Domu Loretańskiego. Według badań i oceny statystycznej powstały one w XVII wieku, ale nie w jednym czasie i nie są dziełem jednego mistrza. Nie konserwowane niszczały, aż wreszcie zamalowane zostały ostatecznie zapomniane po zakryciu wstawionym drewnianym chórem i kratą za ołtarzową. Odsłonięte zostały na przełomie 1985 i 86 r. Polichromie wnętrza stanowią grupy przedstawiające Maryję w scenach z jej życia i w wezwaniach z litanii loretańskiej. Całkowicie zachowały się dwie górne sceny na ścianie tylnej, dwie wymagały uzupełnień, z dwóch całkowicie brakujących dokompletowano lewą przy ołtarzu a ze środkowej prawej zrezygnowano z braku podstaw do uzupełnienia kompozycji.
Dzwonek zawieszony pod dachem zwoływał wiernych na msze i litanie. Pod niszami w przęsłach ryzalitowych znajdują się małe prostokątne otwory oświetlające obejście między murami. Obejście jest szersze i dostępne w ścianach północnej, wschodniej i zachodniej, a węższe i ślepe w ścianie południowej.

## Podobieństwo z pierwowzorem
Jednak domek gołębski nie jest wierną kopią Santa Casa w Loreto.
Na znaczne odstępstwa wpłynęły:
- lokalizacja,
- różnica materiału,
- możliwości warsztatowe,
- gusty artystyczne fundatorów i wykonawców,
- korekty ikonograficzne podyktowane przez ks. Grzybowskiego.

Przez to, że domek został wzniesiony pod gołym niebem zastosowano dach pogrążony przykryty pasem attyki, która przybrała formę drugiej kondygnacji domku, zręcznie związanej z całością przez powtórzenie podziałów parteru. W celu zachowania ogólnych proporcji bryły w miejscu porządku korynckiego wstawiono joński o niskim belkowaniu nad którym pozostawiono balustradową attykę, wykorzystaną jako cokół kondygnacji górnej. Następną konsekwencją obniżenia korpusu budowli było umieszczenie pojedynczych nisz przeznaczonych na rzeźby. Ustawiono w nich figury proroków jednak rezygnując ze stojących nad nimi postaci Sybilli. W całości bryła domku zewnętrznego utrzymana została w ustalonych proporcjach, rozczłonkowana analogicznymi podziałami ryzalitowo-kolumnowymi.
W Loreto widoczne są różnice odnośnie do rzeźb w niszach, ponieważ umieszczono w nich trzech Proroków Większych, przepowiadających dzieje Odkupienia, będących jednocześnie starotestamentowymi prefiguracjami Chrystusa: Izajasz, Jeremiasz i Ezechiel, trzech Proroków Mniejszych: Amosa, Jonasza i Zachariasza, z których Jonasz jest również prefiguracją Chrystusa Zmartwychwstałego, oraz Mojżesza – Proroka i wodza Izraela, Dawida – Proroka i Króla żydowskiego, Malachiasza – który podobnie jak dwaj poprzedni jest prefiguracją Chrystusa, i Balaam – Wieszcza i Proroka.
Prorocy Wielcy i Mali umieszczeni są na elewacjach, domku Marii, ponieważ prawie każdy z nich wypowiedział proroctwo dotyczące Jezusa i Marii. W ten sposób stali się oni świadkami własnych przepowiedni. Znamienne dla Domku w Gołębiu jest wprowadzenie do programu ikonograficznego postaci czterech ewangelistów, świętych Piotra i Pawła oraz Jana Chrzciciela i Józefa. Nie mają one swojego odpowiednika w Loreto. Również ich obecność ma świadczyć o faktach Odkupienia, biorących początek w tym właśnie domku. Innowację tę można tłumaczyć reformami potrydenckich czasów. Św. Jan Chrzciciel jest ostatnim Prorokiem Izraela, św. Józef był mieszkańcem domku i opiekunem, Piotr i Paweł stali się podwaliną kościoła i zamienili domek na pierwszą świątynię chrześcijan, składając w niej ofiary z chleba i wina. Nie zabrakło ich w domku gołębskim

## Warsztat murarsko-rzeźbiarski
Prace budowlane domku można wiązać z warsztatem murarsko–rzeźbiarskim działającym w regionie ok. XVII w. Członkiem tego warsztatu był mularz Piotr, o którym wiadomo z testamentu ks. Grzybowskiego, że wznosił kaplicę Loretańską w Gołębiu i którego można by identyfikować z architektem Piotrem Likkelem z Kazimierza Dolnego. Wspomniany warsztat kontynuował tradycję architektury manierystycznej, co wyrażało się w upodobaniu do podziałów ramowo-pasowych, prostych, płytkich wnęk oraz przybieraniu architektury w dekoracyjne balustrady, jak i prowadzeniu gzymsów i belkowania długimi niełamanymi jeszcze ciągami. Znamienna jest również swobodna stylizacja kapiteli, zwłaszcza jońskich, zeschematyzowanych i spłaszczonych przy jednoczesnym dynamicznym wyciąganiu do przodu spirali wolut.
W zakresie dekoracji omawiany warsztat wprowadzał formy zasadniczo już barokowe, z wolutowo-małżowinowymi ornamentami włącznie, a przede wszystkim posługiwał się stiukiem na równi z terakotą. W zakresie rzeźby jego największą osobliwością były wielkie figuralne reliefy po bokach wejść, a także terakotowe figury proroków naśladujące dzieła Michała Anioła.